# Briançon
Briançon je grad u jugoistočnoj Francuskoj, u dep. Hautes-Alpes, regiji Provence-Alpes-Côte-d’Azur; na sutoku rijeka Durance i Guisanne, 10 km od granice s Italijom.

## Geografija
Ima 12 100 stanovnika. Nalazi se na cesti koja preko prijevoja Montgenèvre vodi prema gradiću Sestriere u Italiji. Spada među najviše europske gradove (1326. m). Ima veliku povijesnu važnost zbog smještaja na križanju važnih trgovačkih putova preko Alpa. Grad ima lječilište. 